# David Graf (Boxer)
David Graf (* 12. Januar 1989 in Jerewan, bürgerlicher Name: Vahagn Sahakjan) ist ein deutscher Profiboxer armenischer Herkunft im Cruisergewicht.

## Amateurkarriere
Vahagn Sahakjan boxte als Amateur für den VfL Sindelfingen, wurde 2005 und 2006 Internationaler Deutscher Juniorenmeister im Halbschwergewicht, sowie 2008 Deutscher U-21 Meister im Schwergewicht. Darüber hinaus gewann er neun Württembergische und zwei Süddeutsche Meisterschaften in vier Gewichtsklassen.
Er wurde auch im Nationalkader eingesetzt, wo er in Ländervergleichskämpfen unter anderem gegen Boxer aus Irland, England und Frankreich antrat. Sein größter internationaler Erfolg war eine Bronzemedaille im Schwergewicht, bei den 20. Junioren-Europameisterschaften im serbischen Sombor.
Bei den Olympischen Spielen 2016 schied er im ersten Kampf gegen Yamil Peralta aus.
Erfolge
- 2002: Württembergischer Jugendmeister im Halbmittelgewicht
- 2003: Württembergischer Jugendmeister im Mittelgewicht
- 2003: Internationaler Württembergischer Jugendmeister im Mittelgewicht
- 2004: Württembergischer Kadettenmeister im Halbschwergewicht
- 2004: Internationaler Württembergischer Kadettenmeister im Halbschwergewicht
- 2005: Württembergischer Juniorenmeister im Halbschwergewicht
- 2005: Turniersieger beim „Hessen Cup von Weilburg & Leun“
- 2005: Internationaler Süddeutscher Juniorenmeister im Halbschwergewicht
- 2005: Internationaler Deutscher Juniorenmeister im Halbschwergewicht
- 2006: Württembergischer Juniorenmeister im Halbschwergewicht
- 2006: Internationaler Süddeutscher Juniorenmeister im Halbschwergewicht
- 2006: Internationaler Deutscher Juniorenmeister im Halbschwergewicht
- 2007: Württembergischer Juniorenmeister im Schwergewicht
- 2007: 3. Platz Junioren-Europameisterschaft im Schwergewicht (Halbfinalniederlage gegen Vitalij Kudukhow)
- 2007: Württembergischer Meister im Schwergewicht
- 2007: Turniersieger beim „International Brandenburg Junior Cup von Frankfurt“
- 2008: 3. Platz EU-Meisterschaft im Schwergewicht (Halbfinalniederlage gegen Con Sheehan)
- 2008: Turniersieger beim „International U-21 Tournament von Mühlheim“
- 2008: 3. Platz Deutsche Meisterschaft im Schwergewicht (Halbfinalniederlage gegen Lukas Schulz)
- 2008: Deutscher U-21 Meister im Schwergewicht

## Profikarriere
Am 1. April 2011 unterschrieb er einen Profivertrag bei Sauerland Event in Berlin und kämpft unter dem Künstlernamen David Graf. Sein Profidebüt bestritt er nur einen Tag nach Vertragsunterzeichnung im Gerry-Weber-Stadion von Halle gegen Oļegs Lopajevs aus Lettland und gewann durch K. o. in der ersten Runde.
Am 7. September 2013 verlor er in Schottland nach Punkten gegen Stephen Simmons.

## AIBA Pro Boxing (APB)
Seit Juni 2015 startete Graf in dem neugegründeten Profibereich „APB“ des vom IOC anerkannten Weltverbandes AIBA. Graf gewann seinen ersten Kampf gegen Yamil Peralta mit 2:1 Punktrichterstimmen, gewann dann im Juli gegen Terwel Pulew (3:0) und verlor im November gegen Anton Pinschuk (3:0). Damit lag Graf Ende 2015 in der Rangliste des Schwergewichts hinter Alexei Jegorow (Russland), Clemente Russo (Italien) und Anton Pinschuk (Kasachstan). Da der APB-Champion Jegorow aus verbandsinternen Gründen auf seinen Startplatz verzichten musste und mit Wassili Lewit bereits ein Kasache qualifiziert war, reichte der dritte Ranglistenplatz für Graf aus, um sich für die Olympischen Spiele 2016 zu qualifizieren.